# Амбарцевская волость
Амба́рцевская во́лость — административно-территориальная единица, входившая в состав Томского уезда (округа) Томской губернии до 1924 года. Одна из нескольких одноимённых волостей губернии.
Административный центр — село Амбарцевское, расположенное тогда на правом берегу реки Оби, — в сотне вёрст от уездного и губернского центра Томска по рекам Томь и Обь или в 150-ти вёрстах по Шегарскому и Нарымскому трактам. Ныне данная территория находится в составе Молчановского района Томской области, 10 км по прямой на ю-в от районного центра села Молчаново.

## Расположение
Волость объединяла окрестные сёла и деревни по двум берегам среднего течения реки Оби, преимущественно созданные русскими переселенцами с XVII века, среди которых было много староверов. Волость входила в Томский уезд Томской губернии, располагаясь в сотне вёрст (ок. 130 км) по прямой северо-западнее Томска.
Волость граничила с волостями Томского уезда — до образования севернее её в 1921 году Нарымского уезда.
Окружение волости в 1900 году:
| северо-запад: Молчановская волость | север: Молчановская волость | северо-восток: Молчановская волость               |
| запад: Молчановская волость        | Амбарцевская волость        | восток: Ново-Кусковская волость и Кетская волость |
| юго-запад: Иштанская волость       | юг: Николаевская волость    | юго-восток: Николаевская волость                  |

## Страницы истории
Волость развивалась на основе купеческой активности, Амбарцево было крупной товарной пароходной пристанью на Оби, по которой в данном месте осуществлялись перевозки грузов из Ачинска и Енисейска в Томск, а также из Томска в Тобольск и другие города Прииртышья. В Амбарцеве отгружались баржи для обеспечения Томска дровяным топливом (дровами) и строительным лесом: к востоку от Амбарцева раскинулась бескрайняя сибирская сосновая тайга.
В состав Амбарцевской волости входили населённые пункты: д. Соколово (Соколовская), д. Салтыково, пос. Смолокуровска и др.
После Гражданской войны (которая мало отразилась на поселениях Средней Оби) в волости весной 1920 года устанавливается советская власть. В соседнем Молчаново появляется орган осуществления власти — Молчановский райком РКП(б), а в волостях, которые контролирует этот райком, создаются новые структуры. В Амбарцево появляется волостной исполком Совета рабочих, крестьянских и красноармейских депутатов, волвоенкомат, волотдел ВЧК, волостной народный суд и др. Амбарцевский сельский совет создан в 1921 году и действовал до 1951 года.
12 июля 1924 года часть поселений юга Амбарцевской волости, постановлением Сибревкома, передаются в состав вновь создаваемой Кривошеинской укрупнённой волости Томского уезда.
С 4-го сентября 1924 года, в рамках реформы районирования, Сибревком упраздняет Амбарцевскую волость Томского уезда (с закрытием органов волостного управления), переподчинив территорию вновь созданной Молчановской укрупненной волости. В её состав включены были Молчановская, Инкинская, Новоалександровская, Амбарцевская волости Томского уезда и два населённых пункта Тискинской волости Нарымского уезда Томский уезд Томской губернии. С мая 1925 года упразднены уезды и губернии в Сибири, с 9 декабря 1925 года территория, уже переименованная в Молчановский район, входит в состав в Томского округа Сибирского края.